# Witalij Abramow
Witalij Abramow, kaz. Виталий Абрамов, ros. Виталий Сергеевич Абрамов, Witalij Siergiejewicz Abramow (ur. 12 lipca 1974 w Karagandzie, Kazachska SRR) – kazachski piłkarz, grający na pozycji pomocnika, reprezentant Kazachstanu. Posiada również obywatelstwo rosyjskie.

## Kariera piłkarska

### Kariera klubowa
Wychowanek Szkoły Piłkarskiej w Karagandzie. W 1991 rozpoczął karierę piłkarską w klubie Bołat Temyrtau, skąd powrócił do rodzimego Szachtiora Karaganda. W 1992 wyjechał do Rosji, gdzie występował w klubach Wołoczanin Wysznij Wołoczok, Wympieł Rybińsk, Tiekstilszczik Kamyszyn i Rotor Wołgograd. Na początku 2000 przeniósł się do ukraińskiego Szachtara Donieck. Wiosną 2002 został wypożyczony do Metałurha Donieck. Na początku 2003 powrócił do Rosji, gdzie został piłkarzem klubu Wołgar-Gazprom Astrachań. Potem bronił barw Lismy-Mordowii Sarańsk, Urałanu Elista i Urału Jekaterynburg. W 2006 powrócił do Rotoru. Od 2008 grał w FSA Woroneż. W sierpniu 2009 roku przeszedł do Awangardu Kursk, a po zakończeniu sezonu postanowił zakończyć swoją karierę piłkarską.

### Kariera reprezentacyjna
19 lutego 2004 debiutował w narodowej reprezentacji Kazachstanu w meczu z Armenią.

## Sukcesy i odznaczenia

### Sukcesy klubowe
- wicemistrz Rosji: 1997
- brązowy medalista Mistrzostw Rosji: 1996
- wicemistrz Ukrainy: 2000, 2001
- brązowy medalista Mistrzostw Ukrainy: 2002
- finalista Pucharu Intertoto: 1996

### Sukcesy indywidualne
- wybrany do listy 33 najlepszych piłkarzy Rosji: nr 3 (1997)